# 阔叶观音座莲
阔叶觀音座蓮（学名：Angiopteris vasta）为觀音座蓮科觀音座蓮屬下的一个种。